# Certificado de aeronavegabilidad
Un certificado de aeronavegabilidad es emitido para cada aeronave por la autoridad de aviación civil del Estado en el que esté matriculada la aeronave. El certificado de aeronavegabilidad certifica que la aeronave está en condiciones de aeronavegabilidad conforme al diseño del tipo de aeronave. Cada certificado de aeronavegabilidad se emite en un tipo de una serie de categorías diferentes. Un certificado de aeronavegabilidad se emite en nombre del propietario del aeronave. Tras la obtención del mismo, se debe pagar una tasa anual para renovar el certificado de aeronavegabilidad. Si la tasa no se paga cuando es debido, el certificado caduca y el propietario debe solicitarlo de nuevo.
En los EE. UU., Australia y otros países, cada certificado de aeronavegabilidad se clasifica como un certificado de aeronavegabilidad estándar o certificado de aeronavegabilidad especial.

## Certificado de aeronavegabilidad estándar
Un certificado de aeronavegabilidad estándar es el emitido para una aeronave por la autoridad de aviación nacional del Estado en el que la aeronave está registrada. Un certificado de aeronavegabilidad estándar es uno de los certificados obligatorios si una aeronave está destinada a realizar operaciones comerciales. En los EE. UU., Australia y otros países, este certificado se puede emitir en una de las siguientes categorías:
- Transporte
- Cercanías
- Normal
- Utilidad
- Acrobático
- Globos no tripulados
- Aeronaves de clasificación especial

El certificado de aeronavegabilidad debe llevarse a bordo de la aeronave y debe ser presentado a un representante de la autoridad de aviación bajo solicitud.
Un certificado de aeronavegabilidad estándar mantendrá su validez siempre y cuando la aeronave cumpla con su diseño de tipo aprobado y en condiciones seguras de operación. En EE. UU., un certificado de aeronavegabilidad estándar sigue siendo válido siempre que el mantenimiento, el  mantenimiento preventivo y las modificaciones sean realizadas en conformidad con los requerimientos pertinentes y la aeronave permanezca registrada en los EE. UU.
Un certificado de aeronavegabilidad estándar deja de ser válido cuando la aeronave deja de estar registrada. Cambiar el propietario de una aeronave no requiere una nueva emisión ni validación del certificado de aeronavegabilidad estándar.
En contraposición, también se puede emitir un certificado de aeronavegabilidad especial. Como ejemplo de aeronaves que necesitarían un certificado de aeronavegabilidad especial se incluyen las aeronaves agrícolas, las aeronaves experimentales y algunas aeronaves que fueron empleadas militarmente.

## Certificado de aeronavegabilidad especial
Un certificado de aeronavegabilidad especial es un certificado de aeronavegabilidad que no basta para permitir que una aeronave sea utilizada para el transporte comercial de pasajeros o de carga. En Estados Unidos un certificado de aeronavegabilidad especial es emitido para una o varias de las siguientes categorías:
| Categoría                 | Propósito(s) | Título 14 de la CFR Sección                              |
| ------------------------- | --- | -------------------------------------------------------- |
| Primario                  | Aeronave utilizada para uso y disfrute personal. | 21.24, 21.184                                            |
| Restringido               | Aeronaves con un certificado de tipo con la categoría "restringido", incluyendo: - Agrícolas - Para la conservación del bosque y la fauna - De vigilancia aérea - Servicio y reparación (cañerías, líneas de tensión) - De control meteorológico - Para publicidad - Otras operaciones especificadas por el administrador | 21.25, 21.185                                            |
| Múltiple                  | Certificado de aeronavegabilidad múltiple | 21.187                                                   |
| Limitado                  | Aeronaves con una categoría limitada de certificado de tipo. | 21.189                                                   |
| Ligeros-Deportivos        | Para operar una aeronave de tipo deportivo-ligero, que no sea un autogiro o "kit-built". | 21.190                                                   |
| Experimental              | - Investigación y desarrollo — una aeronave cuyo propósito es probar un nuevo diseño conceptual ,equipamiento o técnicas de operación. - Mostrar conformidad con el reglamento — un prototipo de aeronave que esta fabricado con el propósito de mostrar la aeronavegabilidad de un diseño - Entrenamiento de tripulación — una aeronave usada exclusivamente para el entrenamiento que, por alguna razón, no tiene un certificado estándar (por ejemplo el Shuttle Training Aircraft de la NASA) - Exhibición - Aeronaves de carreras - Encuestas de mercado — una aeronave de muestra - Una aeronave operable de fabricación amateur - Una aeronave operable deportiva-ligera. - Una aeronave operable "kit-built" - Sistemas de aeronaves no tripuladas | 21.191, 21.193, 21.195                                   |
| Permiso de vuelo especial | Vuelos con propósitos especiales de una aeronave con capacidad de realizar un vuelo seguro | 21.197                                                   |
| Provisional               | Aeronaves con un certificado de tipo de categoría "provisional" para operaciones especiales y limitaciones operativas | Parte 21 Subparte C, Parte 21 Subparte I, Sección 91.317 |